# USS Guam (CB-2)
USS Guam (CB-2) byl druhou jednotkou amerických velkých křižníků (někdy označovaných též jako bitevní křižníky) třídy Alaska. Rozhodnutí o stavbě bylo zapříčiněno obavami USA z nasazení podobných typů Japonskem k ničení amerických konvojů. Pojmenován byl podle tehdejšího teritoria, (později zámořské autonomní území) Guamu. USS - označení amerického námořnictva pro svá plavidla (United States Ship). CB - označení pro velké křižníky (Large Cruisers, Cruiser Battleship).

## Stavba
Kýl lodě Guam byl položen v loděnici New York Shipbuilding Corporation v Camdenu ve státě New Jersey 2. února 1942 a slavnostně spuštěn na vodu byl 12. listopadu 1943. Standardní výtlak lodi byl 29 779 T, bojový 34 253 T. Kompletace a dokončení trvalo až do 17. září 1944, kdy byla oficiálně přijata do výzbroje amerického námořnictva.

## Pohon a pancéřování
Pohonná jednotka se skládala z osmi kotlů a čtyř vysokotlakých turbín, které dodávaly lodi výkon až 153 000 ks co je asi 102 500 kW. Zásoba 3 619 tun paliva stačila při ekonomické rychlosti 15 uzlů na vzdálenost 12 000 námořních mil. Loď mohla dosáhnout nejvyšší rychlost 33 uzlů. Pancéřování na lodi bylo 152–228 mm na bocích, a méně důležité části (např. záď) ještě méně, na dělostřeleckých věžích a můstku od 279–330 mm. Paluba měla 50,8 mm. Pancéřování pod vodou nebylo vícevrstvé, čímž se lišila od bitevních lodí. I tak však bylo pancéřování lepší než na těžkém křižníku. Jednotka měla jen jediné kormidlo (jako křižník), které způsobovalo menší potíže při manévrování, hlavně při plné rychlosti. Lodní šrouby byly čtyři.

## Výzbroj

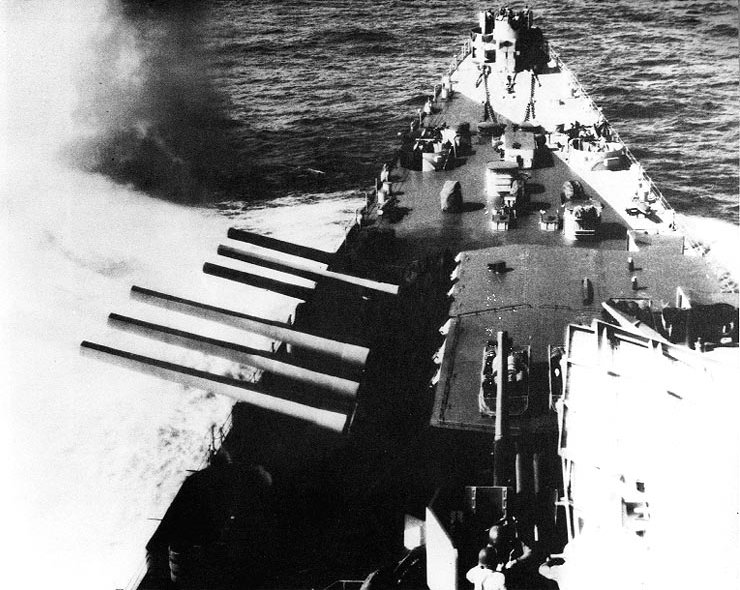
Hlavní děla při palbě během výcviku

Hlavní výzbroj lodi se skládala ze tří trojhlavňových věží osazených děly ráže 305 mm (12"/50). Sekundární výzbroj určená hlavně k boji s lehčími hladinovými plavidly, jako jsou torpédoborce, lehké křižníky apod. se skládala z dvanácti dvouhlavňových věží ráže 127 mm rozmístěných po dvou na bocích a dvě byly v ose lodi - jedna vpředu, druhá vzadu, nad dělostřelectvem hlavní ráže. Protileteckou výzbroj zastupovalo 56 kanónů ráže 40 mm a 34 kanónů ráže 20 mm. Za věží a před jediným komínem byly na bocích lodi byl nainstalovány dva katapulty pro letadla. Guam mohl nést až čtyři letadla (hydroplány) OS2U Kingfisher, po roce 1945 Seahawk, nesl však jen dvě až tři.

## Služba
USS Guam byl po uvedení do služby v Karibiku, kde probíhaly cvičení a testy. V lednu roku 1945 byla převelen do Pacifiku, kde ve výcviku pokračoval až do doby, než byl převelen k americkému útočnému svazu u Ulithi.
Po skončení války Guam spojil svůj osud se svou sesterskou lodí USS Alaska. Demonstroval sílu USA ve Žlutém moři, kde navštívil několik přístavů. V prosinci se vrátil do USA. 17. února 1947 byl vyřazen z aktivní služby a zakonzervován. 1. června 1960 jako nadbytečný byl prodán do šrotu.